# Metabolismo dei lipidi
I lipidi (oli, grassi ecc.) sono biomolecole chimicamente eterogenee con marcata lipofilia (idrofobia). Si distinguono:
- Lipidi idrolizzabili, esterizzati con acidi grassi come per esempio trigliceridi, cere, steroli, fosfolipidi, glicolipidi. Sono decomponibili con enzimi esterasi.
- Lipidi non idrolizzabili: biomolecole eterogenee, per esempio alcoli alifatici a lunga catena, steroli ciclici (p. e. colesterolo), steroidi, acidi grassi e loro derivati (p. e. eicosanoidi), carotenoidi, terpeni e. a.

Il metabolismo è il complesso delle reazioni chimiche e fisiche che avvengono in un organismo o in una sua parte.

## La funzione di lipidi nell'organismo umano
I lipidi hanno varie funzioni nell'organismo umano come elementi strutturali, funzionali e come riserve energetiche:

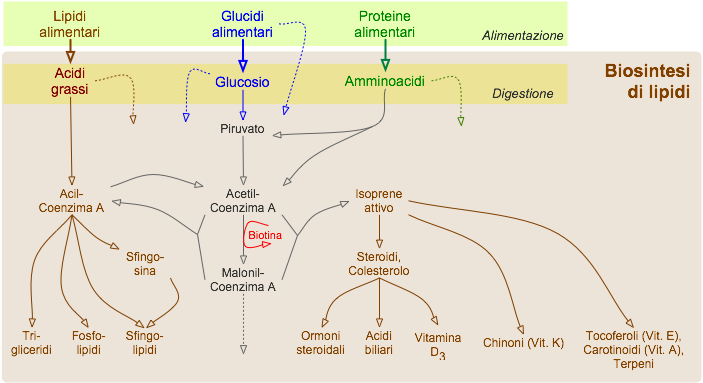
Biosintesi di lipidi umani

1. elemento strutturale (di costruzione):
  - di membrane cellulari in genere: fosfolipidi, colesterolo
  - di tessuti nervosi e cervellari in grandi quantità: sfingolipidi (legati a zuccheri, proteine, fosfati)
  - di tessuti lipidici strutturali come termoregolatori e assorbitori meccanici: tessuto lipidico marrone, formato maggiormente di trigliceridi
2. elemento funzionale come:
  - ormoni steroidei: vedi ghiandole surrenali
  - per la biosintesi di acidi biliari, colesterolo ecc. nel fegato
  - per la biosintesi di vitamina D3 in fegato e reni
3. riserva energetica nel tessuto lipidico bianco, maggiormente costituito di trigliceridi formati dall'acido grasso palmitico (C 16:0).

## Biosintesi di lipidi
La biosintesi di lipidi avviene primordialmente nel fegato, nei tessuti lipidici, nei reni, nei polmoni e nelle ghiandole lattiferi. I necessari acidi grassi vengono o dall'alimentazione tramite il flusso sanguigno o sono sintetizzati dall'acetilcoenzima A. L'illustrazione accanto mostra i principali processi metabolici in merito.
L'illustrazione fa anche capire, perché all'uomo è possibile un'alimentazione prevalentemente proteica/carboidratica o prevalentemente proteica/lipidica come pure tutte le sfumature tra i due: l'acetilcoenzima A permette la trasformazione a vicenda tra i due.
Inoltre, tutte le sostanze caloricamente rilevanti (proteine, lipidi e zuccheri) possono essere trasformate in trigliceridi composti di acidi grassi C 16:0 (acido palmitico o esadecanoico secondo la nomenclatura IUPAC) e immagazzinati nel tessuto lipidico bianco come riserva calorica.
Se si introducono grassi, è consigliabile farlo in associazione a moderate dosi di carboidrati. L'ossidazione degli acidi grassi in carenza di carboidrati determina un aumento di corpi chetonici nel sangue (acetone e altri intermedi del metabolismo) spostando il pH verso l'acidità, un aumento dell'urea e quindi un affaticamento dei reni.

## Metabolismo dei lipidi
I lipidi che sono introdotti con gli alimenti hanno una composizione variabile e sappiamo che possono essere gliceridi, steroidi, fosfolipidi, vitamine liposolubili, eccetera, ma le molecole lipidiche più abbondanti negli alimenti e che il nostro organismo sfrutta per ricavarne energia sono soprattutto i trigliceridi.
I lipidi iniziano ad essere digeriti nella bocca ad opera di lipasi linguali, poi la loro digestione prosegue nello stomaco sottoposti a lipasi gastrica ed infine si completa nell'intestino ad opera delle lipasi pancreatiche.
Poiché i trigliceridi sono sostanze idrofobe, il primo problema che l'organismo deve affrontare per la loro trasformazione in molecole più semplici è quello di fare in modo che gli enzimi digestivi, dispersi in un mezzo acquoso, possano adeguatamente legarsi ad essi. Ciò è possibile in quanto i trigliceridi vengono emulsionati dai sali biliari secreti dalla bile proveniente dalla cistifellea.
La bile ha una composizione molto complessa e contiene oltre agli acidi biliari che nel duodeno si trasformano immediatamente nei rispettivi sali, anche il colesterolo, fosfolipidi o pigmenti biliari e prodotti di demolizione di porfirine come l'eme.
La funzione dei sali biliari è anche quella di neutralizzare l'acidità gastrica (pH=2) e rendere quindi attivi gli enzimi intestinali che hanno un pH ottimale intorno a 7.
Contemporaneamente dai dotti pancreatici viene secreta la prolipasi, un proenzima che viene attivato a lipasi dai sali biliari e da una proteina specifica (colipasi), che idrolizza i legami esterei tra il glicerolo e gli acidi grassi nelle posizioni 1 e 3, dando origine a un 2-monogliceride e ai sali sodici degli acidi grassi idrolizzati (saponi).
L'idrolisi metabolica di un trigliceride viene chiamata lipolisi:
- Prolipasi (inattiva) -> Lipasi (attiva)

I 2-monogliceridi possono essere assorbiti direttamente (circa il 70%) o subire l'azione di una isomerasi che sposta l'acido grasso dalla posizione 2 alla posizione 1 e subire così l'azione della lipasi. In questo modo si genera glicerolo libero che viene anch'esso assorbito per diffusione:
La produzione progressiva dei sali degli acidi grassi e di 2-monogliceridi, anch'essi agenti tensioattivi, rende l'emulsione sempre meno grossolana e la digestione via via più facile.
L'assorbimento degli acidi grassi avviene quasi esclusivamente nel tratto dell'intestino tenue chiamato digiuno e il passaggio dentro le cellule della mucosa avviene per semplice diffusione.
All'interno delle cellule della mucosa gli acidi grassi vengono risintetizzati in trigliceridi con consumo di energia e formazione di chilomicroni (complessi lipoproteici costituiti da trigliceridi, fosfolipidi, colesterolo e proteine).
Questi aggregati molecolari sono il mezzo di trasporto usato dai trigliceridi per muoversi in un mezzo acquoso come la linfa e il sangue. I sali biliari sono utilizzati per emulsionare i trigliceridi. Anche gli altri lipidi vengono riassorbiti nell'intestino e riportati al fegato che, rinviandoli successivamente alla cistifellea, li rimetterà in questo modo di nuovo in circolazione.
I trigliceridi, a differenza di quanto fanno i carboidrati e gli amminoacidi, non passano nei vasi sanguigni, ma vengono assorbiti dai vasi linfatici; la linfa assume un aspetto lattiginoso e viene chiamata chilo.
Il chilo viene riversato nella vena succlavia avviando i chilomicroni verso il fegato, che è il centro di raccolta e smistamento di qualsiasi molecola abbia un interesse metabolico.
Di rilevante significato dietologico è il fatto che, fra gli acidi grassi insaturi contenuti normalmente nei trigliceridi alimentari, vengono assorbiti molto più facilmente di quelli naturali (con un'isomeria cis-), mentre gli isomeri trans- (presenti soprattutto negli oli di semi in seguito ai trattamenti tecnologici subiti) vengono assorbiti molto più lentamente e in percentuali inferiori.
I trigliceridi contenenti acidi grassi a catena corta (MCT, medium chain triglycerides) con un numero di atomi di carbonio da 6 a 12 hanno un assorbimento sostanzialmente diverso da quelli contenenti acidi grassi a catena lunga. Gli acidi grassi MCT non passano attraverso il sistema linfatico, ma giungono direttamente al fegato attraverso i vasi mesenterici e la vena porta, dopo essere stati completamente idrolizzati dalla lipasi pancreatica.

## Alimentazione e lipidi
Il latte materno di mucca contiene caloricamente circa 3 % di proteine, circa 3 % di glucidi e circa 4 % di lipidi (con tasso di colesterolo elevato).
In diverse culture l'aliquota di calorie fornite da lipidi nell'alimentazione varia notevolmente: 
- In Giappone si muove intorno al 25 % (tendenza saliente),
- nelle altre nazioni industrializzate intorno al 40 % e
- in popoli indigeni cacciatori (Inuit, Masai) intorno al 65 %.

Questo è possibile grazie alla versatilità metabolica e talvolta genetica (si veda il paradosso inuit) dell'organismo umano che non trova difficoltà a sostituire glucidi e lipidi (non essenziali) a vicenda.
Negli ultimi anni ci sono delle accese controversie tra dietisti che optano per "minimo di lipidi" (low-fat) e quelli che optano per "minimo di glucidi" (low-sugar).